# Onthophagus bayeri
Onthophagus bayeri är en skalbaggsart som beskrevs av Vladimir Balthasar 1942. Onthophagus bayeri ingår i släktet Onthophagus och familjen bladhorningar. Inga underarter finns listade i Catalogue of Life.